# Масуда Тікасі
Масуда Тікасі (яп. 増田 誓志, нар. 19 червня 1985, Міядзакі —) — японський футболіст, що грав на позиції півзахисника.

## Клубна кар'єра
Грав за команду Касіма Антлерс, Монтедіо Ямагата, Ulsan Hyundai FC, Омія Ардія, Al-Sharjah SCC.

## Виступи за збірну
Дебютував 2012 року в офіційних матчах у складі національної збірної Японії. У формі головної команди країни зіграв 1 матч.

## Статистика
Статистика виступів у національній збірній.
| Збірна Японії | Збірна Японії | Збірна Японії |
| Роки          | Ігри          | голи          |
| ------------- | ------------- | ------------- |
| 2012          | 1             | 0             |
| Усього        | 1             | 0             |

## Титули і досягнення
- Чемпіон Японії (3):

«Касіма Антлерс»: 2007, 2008, 2009
- Володар Кубка Імператора (1):

«Касіма Антлерс»: 2007
- Володар Кубка Джей-ліги (2):

«Касіма Антлерс»: 2011, 2012
- Володар Суперкубка Японії (1):

«Касіма Антлерс»: 2009
- Володар Кубка банку Суруга (1):

«Касіма Антлерс»: 2012